# Château de Piolant
Le château de Piolant est situé sur la commune de Dangé-Saint-Romain, dans le département de la Vienne.

## Historique
Le domaine appartient au XVIe siècle à François d'Aviau qui épouse une espagnole, Marie de Ceppede, de la lignée de sainte Thérèse d'Avila. Il est valet de chambre au service du duc d'Orléans, frère du roi.
Le 12 avril 1628, Louise d'Aviau, fille aînée de Louis d'Aviau, seigneur de Piolant, épouse Jean d'Armagnac, gouverneur de Châtellerault, qui devient seigneur de Piolant. Elle devient sous-gouvernante des Enfants de France (enfance de Louis XIII et ses frères et sœurs)
Le château est alors construit au XVIIe siècle grâce aux pensions royales dues aux charges à la cour, sur un manoir ruiné, dont une ancienne tourelle sur la façade nord subsiste.
Balzac y trouve refuge en 1828, chez Raoul Cassin de Kainlys.
En 1914, le domaine passe au baron de Ravignan, propriétaire des éditions Mame. Il devient par la suite la propriété du général de Gallet et de la comtesse de Mascureau.
L'Union nationale des Maisons familiales rurales l'acquiert en 1960, pour y installer le Centre national de formation de monitrices rurales, puis le Centre de promotion sociale de Piolant et le Centre régional de formation de Piolant. Il redevient en 2003 une demeure privée.